# Buckupiella imperatriz
Buckupiella imperatriz là một loài nhện trong họ Anyphaenidae.
Loài này thuộc chi Buckupiella. Buckupiella imperatriz được miêu tả năm 1997 * bởi Antonio D. Brescovit.